# 水ヶ江城
水ヶ江城（みずがえじょう）は、佐賀県佐賀市にあった日本の城。

## 概要
文明年間（1469年～1487年）に、龍造寺康家によって築城された戦国時代の平城。当初は館程度の規模であったが、龍造寺家兼の改修により城塞化した。周囲の地形は険しくないが、その分を補うために濠がめぐらされていた。
元亀から天正にかけて、大友氏は佐賀から有明海に通じる水上交通路を利用して海上から佐賀を攻撃しようとしており、水ヶ江城はその攻撃目標とされていた。
龍造寺隆信は龍造寺本家の当主となると、弟の龍造寺長信を城主として守らせた。その後、鍋島氏が佐賀城を築城したため廃城となる。

## 現在の状況
現在は、東館跡の公園に龍造寺隆信の生誕の石碑があるだけで、特に遺構は残っていない。

## 所在地
佐賀県佐賀市中の館町７−１５。

## 交通機関
- ＪＲ長崎本線　佐賀駅下車　佐賀市営バス　中の館下車　徒歩５分